# Список правителів Кастилії

Герб Кастилії

У даній статті наведено список правителів Кастилії у хронологічній послідовності, з моменту утворення Кастильського графства  й до падіння династії іспанських Габсбургів.
Первинно Кастилія була східною маркою Астурії, й тому нумерація кастильських монархів продовжує нумерацію астурійських. У XIII столітті відбулось остаточне об'єднання Кастилії з Леоном, в результаті якого утворилось королівство Кастилії і Леону. Шлюб королеви Ізабелли I й Фернандо II Арагонського 1469 року поклав початок об'єднанню Іспанії.

## Графи Кастилії
- Родріго - бл. 860-870
- Дієго Родрігес Порселос - 873-885
- Муньйо Нуньєс - бл. 899-901
- Гонсало Тельєс - бл. 901-904
- Муньйо Нуньєс (вдруге) - бл. 904-912
- Гонсало Фернандес - бл. 912-915
- Фернандо Ансурес - 917-920
- Нуньйо Фернандес - бл. 920-927
- Фернандо Ансурес (вдруге) - бл. 929

## ГрафиБургоса

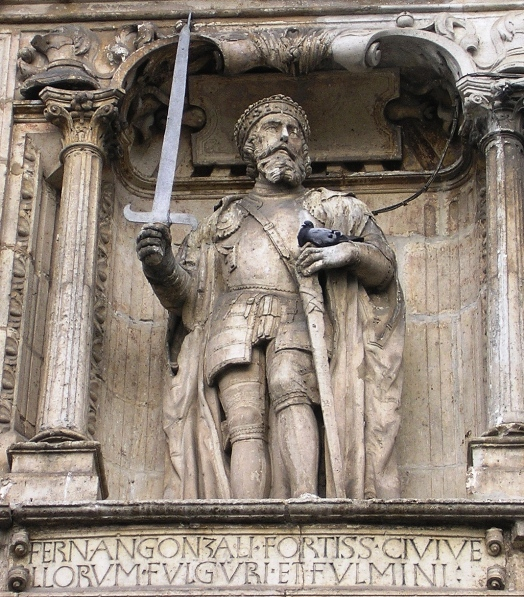
Скульптурне зобреаження Фернана Гонсалеса, Бургос

- Гонсало Фернандес - бл. 899-912
- Гонсало Тельєс - 912-915
- Муньйо Велас - 915-919
- Нуньйо Фернандес - 922-927
- Гутьєр Нуньєс - 926-931

## ГрафиАлави
- Родріго - бл. 860-870
- Вела Хіменес - бл. 870-883
- Гонсало Тельєс - бл. 897-919
- Муньйо Велас - бл. 919
- Фернандо Діас - бл. 923
- Альваро Еррамеліс - бл. 929-931

## Спадкове Кастильське графство

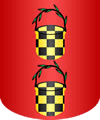
Герб династії Лара

### Династія Лара
Родині Лара вдалось об'єднати графства Бургос, Кастилія, Лантарон і Сересо, а також графство Алава.
- Фернан Гонсалес (ісп. Fernán González) — 931–944. Граф де Лара з 929 року.

### Династія Ансурес, графиМонсон
- Ансур Фернандес (ісп. Ansur Fernández) — (обраний) — 944–945.

### Династія Лара
- Фернан Гонсалес — (вдруге) 945–970.
- Гарсія Фернандес Білорукий (ісп. García I Fernández el de las Manos Blancas) — 970–995.
- Санчо Гарсія Доброправний (ісп. Sancho García el de los Buenos Fueros) — 995–1017.
- Гарсія Санчес (ісп. García II Sánchez el Infante) — 1017–1029.
- Муньядона Кастильська (ісп. Muniadona de Castilla) — 1029–1035, дружина Санчо III Наваррського

## Кастильське королівство

### Наваррська династія абодинастія Хіменес
- Фернандо I Великий (ісп. Fernando I de Castilla el Grande) — 1010–1065. Король Леону від 1037 року
- Санчо II Сильний (ісп. Sancho II de Castilla el Fuerte) — 1065–1072. Був королем Леону 1072 року.
- Альфонсо VI Хоробрий (ісп. Alfonso VI de Castilla el Bravo) — 1072–1109. Король Леону з 1065 року.
- Уррака I (ісп. Urraca de León y Castilla) — 1109–1126.

### Бургундська династія
- Альфонсо VII (1127—1157)
- Санчо III (1157—1158)
- Альфонсо VIII (1158—1214)
- Енріке I (1214—1217)
- Беренгарія (1217)
- Фернандо III (1217—1252)

## Кастильська Корона

### Бургундська династія
- Фернандо III (1217—1252)
- Альфонсо X (1252—1284)
- Санчо IV (1284—1295)
- Фернандо IV (1295—1312)
- Альфонсо XI (1312—1350)
- Педро I (1367—1369)

### Трастамарська династія
- Енріке II (1366—1367)

### Бургундська династія
- Педро I (1367—1369), вдруге

### Трастамарська династія
- Енріке II (1369—1379), вдруге
- Хуан I (1379—1390)
- Енріке III (1390—1406)
- Хуан II (1406—1454)
- Енріке IV (1454—1474)
- Ізабелла I (1474—1504)
- Фернандо V (1474—1504, 1516)
- Хуана I (1504—1555)

### Австрійська династія (Габсбурги)
- Філіп I Вродливий (ісп. Felipe I el Hermoso) — 1506.
- Карлос I Імператор (ісп. Carlos I el Emperador) — 1516–1556.
- Філіп II Розсудливий (ісп. Felipe II el Prudente) — 1556–1598.
- Філіп III Благочестивий (ісп. Felipe III el Piadoso) — 1598–1621.
- Філіпп IV Великий (ісп. Felipe IV el Grande) — 1621–1665.
- Карл II Зачарований (ісп. Carlos II el Hechizado) — 1665–1700.